# Kościół Zwiastowania Najświętszej Maryi Panny w Odechowie
Kościół Zwiastowania Najświętszej Maryi Panny – rzymskokatolicki kościół parafialny należący do dekanatu Radom-Wschód diecezji radomskiej.

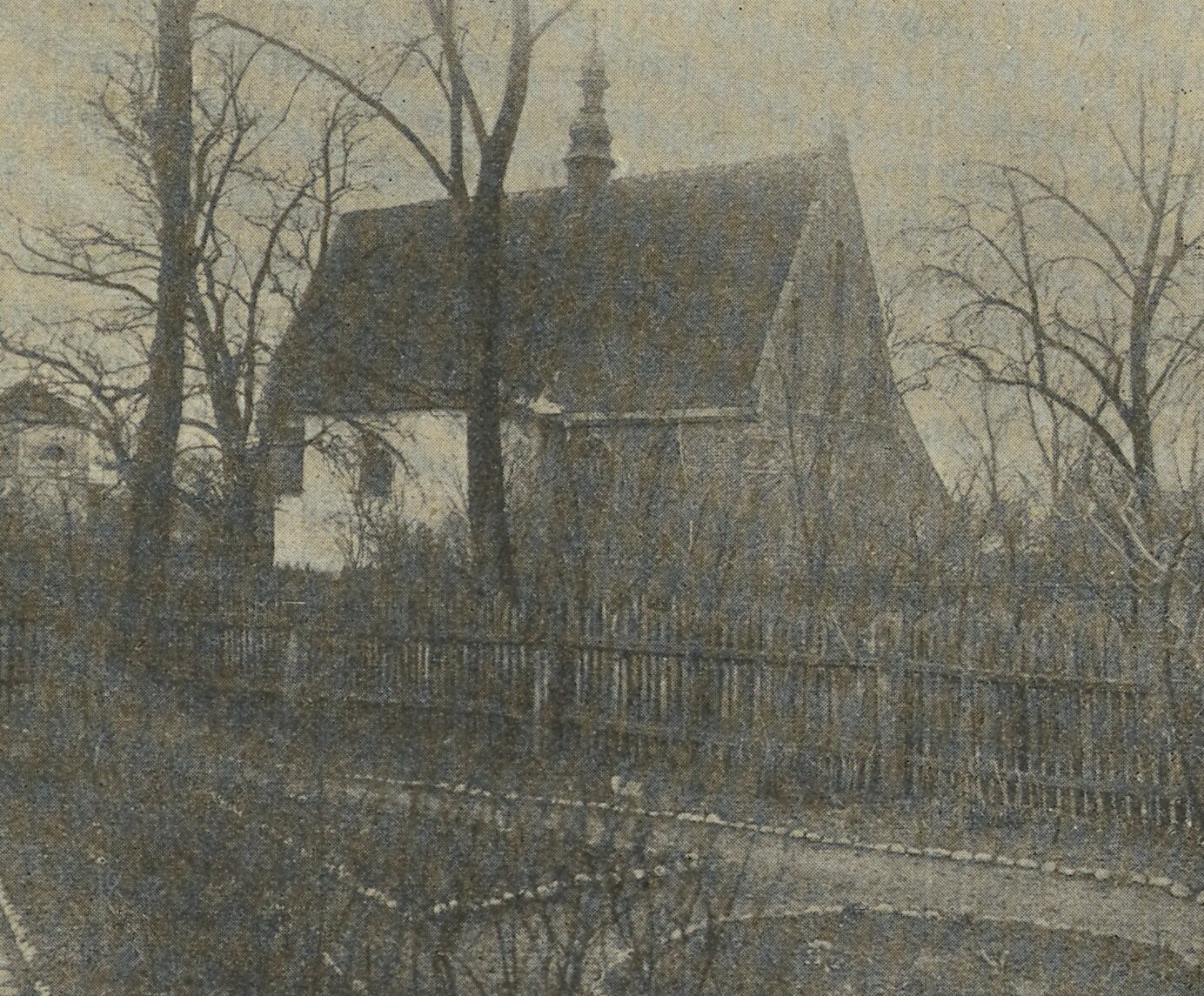
Kościół przed 1911

Pierwotna murowana świątynia została wzniesiona w latach 1459–1460 na miejscu wcześniejszej, drewnianej. Była orientowana, zbudowana z cegły, nieotynkowana i oszkarpowana. Część cokołowa była zwieńczona ceglanym fryzem ze skośnie kładzionych cegieł; pod dachem został wykonany ceglany, profilowany gzyms. Wysoki, trójkątny szczyt zachodniej fasady (ceglany w ciosowej opasce) był ozdobiony pięcioma ostrołukowymi wnękami. Pod nimi było umieszczone okrągłe okno doświetlające chór muzyczny, a na poziomie terenu – kamienny, ostrołukowy portal wejścia głównego. Szczyt prezbiterium – niższy i węższy – posiadał tylko trzy wnęki, a poniżej znajdowało się okno zamknięte ostrołukiem. Świątynia była nakryta dwuspadowym dachem. Składała się z prostokątnej nawy, węższego od niej (i niższego) prezbiterium oraz dobudowanej do jego północnej ściany zakrystii. Wnętrze było nakryte stropami. Zakrystia była przesklepiona kolebką z lunetami. W latach 1911–1913 kościół został przebudowany w stylu neogotyckim, a projektantem prac budowlanych był radomsko-warszawski architekt Zygmunt Słomiński. Zburzył on wschodnią część nawy i zachodnią część prezbiterium gotyckiej budowli, pozostałą część zabytkowej świątyni zostawiając w formie transeptu. Od strony południowej dobudował neogotycki, bazylikowy korpus oraz wieżę, a od strony północnej nowe prezbiterium. Ze starej budowli zostały wykorzystane również dwa kamienne portale – ostrołukowe, profilowane i przeniesione do nowego przedsionka umieszczonego przy zakrystii oraz do wieży.